# Monument la mormântul comun al ostașilor feroviari căzuți în 1944 (Bălți)
Monumentul la mormântul comun al ostașilor feroviari căzuți în 1944 este un monument amplasat pe str. Feroviarilor, 18/A în Bălți, Republica Moldova. Este un monument istoric de importanță națională inclus în Registrul monumentelor Republicii Moldova ocrotite de stat cu nr. 32 (municipiul Bălți).